# Marmourta
Marmourta är ett berg i Djibouti. Det ligger i den centrala delen av landet, 50 km nordväst om huvudstaden Djibouti. Toppen på Marmourta är 1 099 meter över havet.
Terrängen runt Marmourta är huvudsakligen kuperad. Runt Marmourta är det mycket glesbefolkat, med 7 invånare per kvadratkilometer. Det finns inga samhällen i närheten. Omgivningarna runt Marmourta är i huvudsak ett öppet busklandskap.